# Cabajazz
Cabajazz è uno spettacolo teatrale interpretato dal duo comico Luca e Paolo. È stato inscenato nel 2005 a Chiavari ed ha una durata di circa un'ora e quarantadue minuti. Il 22 giugno 2005 ne è stato pubblicato il DVD, prodotto da Europa TV, in collaborazione con Beppe Caschetto e TELE+. I vari sketch sono intervallati da brevi momenti musicali in cui Dado Moroni al piano accompagna una jazz band (da qui il titolo) nell'intrattenere il pubblico.

## Gli sketch
1. I cugini merda: Luca e Paolo cantano la sigla de I cugini merda (nome che il duo, agli esordi, adottò in occasione di alcune comparse televisive).
2. Ferragosto a Chiavari: Luca e Paolo impersonano due turisti in vacanza a Chiavari nel periodo di ferragosto.
3. Braccobaldo Show Theme.
4. La fidanzata di Paolo: Paolo vuole presentare al pubblico la sua fidanzata, ma lei non si fa trovare e successivamente lo chiama al cellulare. La voce della ragazza al telefono è di Luca, che pone continuamente a Paolo delle domande a trabocchetto.
5. Il matrimonio: riagganciandosi sul tema dell'amore, Luca tiene un monologo comico sul matrimonio. Paolo suona degli arpeggi di chitarra in sottofondo.
6. È finita: Paolo intraprende un brevissimo e triste monologo con un finale a sorpresa.
7. Pusher: Luca e Paolo fanno un discorso riguardo all'utilizzo di droga nei giovani, in cui Paolo recita la parte di quello all'antica. Poi Luca canta una canzone dal titolo Pusher, accompagnato da Paolo alla chitarra e dalla band di Moroni.
8. L'Italia: Luca e Paolo fanno un discorso sulla politica in Italia e poi sull'italiano medio.
9. Jogging: Paolo vuole dimagrire ed inscena una corsa in un parco, dove incontra una ragazza.
10. Bin Laden: Luca recita il ruolo di Bin Laden, parlando in genovese, e Paolo fa il suo interprete (sketch di questo tipo sono molto noti per essere stati trasmessi durante il programma televisivo Le iene).
11. Sono una merda: Paolo è triste per aver lasciato una ragazza perfetta.
12. Federico: Luca impersona Federico (altro personaggio classico delle apparizioni televisive di Luca Bizzarri), un ragazzo molto sfortunato in amore.
13. Lo shampoo: Luca e Paolo cantano la canzone del 1973 di Gaber Lo shampoo.
14. La ninna nanna del bambino iracheno: Luca e Paolo recitano una malinconica ninna nanna avente come tema le guerre nel mondo.
15. I cugini merda: Luca e Paolo cantano nuovamente la sigla de I cugini merda a chiusura dello spettacolo.
16. L'educazione: Luca e Paolo sono convinti che le grandi guerre si possano evitare iniziando a comportarsi educatamente nel proprio piccolo, così si esibiscono in brevi scenette per mostrare come comportarsi in alcune occasioni.
17. Ma se ghe penso: Luca e Paolo cantano Ma se ghe penso, brano tradizionale ligure.